# Enrico Benini
Enrico Benini (Verona, 1º luglio 1891 – Saciletto (Udine), 1º novembre 1916) è stato un calciatore italiano, di ruolo centrocampista.

## Carriera
Militò nell'Hellas Verona per cinque stagioni consecutive, disputando complessivamente 51 partite in massima serie.Tra i fondatori e capitano dell'Hellas Verona. Ufficiale del 15° Reggimento Bersaglieri, con il grado di tenente, morì durante la guerra 1915-18 nell'ospedale da campo 201 a causa delle ferite riportate in combattimento. Decorato di medaglia d'argento al valor militare. Anche il fratello Tullio (classe 1899) morì in battaglia.